# Gaston-Armand Amaudruz
Gaston-Armand "Guy" Amaudruz (21 de diciembre de 1920 – 7 de septiembre de 2018) fue un filósofo político neofascista suizo, negacionista del Holocausto.

## Biografía
Al principio, fue seguidor del movimiento fascista de Arthur Fonjallaz. Llamó más la atención en 1949 cuando publicó Ubu Justicier au Premier Procès de Nuremberg, una de las primeras obras en cuestionar la veracidad del Holocausto. Cada vez más activo en el neofascismo, organizó conferencias en Malmö en 1951 que llevaron a la formación del grupo nacionalista paneuropeo conocido como el Movimiento Social Europeo. Poco después, dirigió un grupo disidente más radical conocido como el Nuevo Orden Europeo. Este grupo buscó la creación de un nuevo eje Roma-Berlín para unir a Europa contra el capitalismo y el comunismo y en enero de 1953 estableció una Oficina de Enlace Europea con Amaudruz al frente en Lausana para coordinar el trabajo de los grupos afiliados. También fue uno de los primeros miembros del Volkspartei der Schweiz, pero abandonó el partido por la cuestión de Tirol del Sur (donde se oponía al irredentismo). De todos los grupos involucrados, Amaudruz era el más cercano a Ordine Nuovo. Las conferencias se llevaban a cabo de manera irregular, aunque la membresía era fluida y Amaudruz dedicaba gran parte de su tiempo a escribir para revistas como Nation Europa.
En 1983 construyó Nationale Koordination como grupo paraguas para figuras de la extrema derecha. El grupo, que reunía varios matices de opinión extremista, comenzó a perder popularidad a mediados de los años los 90, cuando activistas más jóvenes lo vieron como un "club de viejos".
En 2000, Amaudruz fue sentenciado a un año de prisión por negacionismo del Holocausto y volvió por cargos similares en 2003. De todas maneras, En 2005 seguía publicando un periódico de extrema derecha, Courrier du continent.
Murió el 7 de septiembre de 2018 a los 97 años.